# Petrejoides reyesi
Petrejoides reyesi là một loài bọ cánh cứng trong họ Passalidae. Loài này được Schuster miêu tả khoa học năm 1988.